# Тепло твоїх рук
«Тепло твоїх рук» — радянський художній фільм знятий в 1971 році на кіностудії «Грузія-фільм».

## Сюжет
Старенька Сідонія (Софіко Чіаурелі) живе в глухому селищі в горах Грузії. Кожен день по натоптаній роками стежкою вона спускається до джерела. В один із днів вона приходить до криниці разом зі своїм чоловіком — старим Ясоном. Ясон відчуває, що сили залишають його і він прощається зі своєю дружиною. Вони говорять про життя, кохання, смерть, про дітей і онуків.

## У ролях
- Софіко Чіаурелі — Сідонія
- Грігол Цитайшвілі — Ясон
- Манучар Шервашидзе — Сіпіто
- Гіві Чичинадзе — Евтіхі
- Гізо Сіхарулідзе — Тархан
- Гіві Тохадзе — епізод
- Зураб Кіпшидзе — Апрасіон, комсомолець
- Тенгіз Арчвадзе — Юлон
- Валер'ян Долідзе — Беглар
- Віктор Нінідзе — епізод
- Володимир Цуладзе — Агапо
- Наїра Дідіа — епізод
- Михайло Вашадзе — епізод
- Дудухана Церодзе — епізод

## Знімальна група
- Режисери — Нодар Манагадзе, Шота Манагадзе
- Сценарист — Суліко Жгенті
- Оператори — Олександр Гвасалія, Гіві Рачвелішвілі
- Композитор — Реваз Лагідзе
- Художники — Шота Гоголашвілі, Микола Зандукелі